# Linux.com
Linux.com是一個由Linux基金會所擁有的網站名稱，該網站目前是關於Linux的資訊的主要來源，包含了軟體、文件以及橫跨伺服器、桌上型/筆記型電腦、行動、嵌入式領域的問題與回答。Linux.com提供免費的Linux教學課程、新聞、部落格、論壇、討論群組、Linux軟體及硬體目錄、以及工作版。@linux.com這個虛擬的電子郵件後綴僅授予那些致力於社群及Linux發行版的人們。
就像Linux本身，Linux.com計畫依靠社群創造及推動內容及對話。Linux.com的成員有99美元的年費，而學生則是25美元的折扣價。

## 歷史
一開始，這個網站是由Andover.net所擁有，爾後由VA Linux系統公司（後來改為VA軟體公司，然後由SourceForge公司接手，最後則是Geeknet）接手。它專門提供自由與開放原始碼軟體社群新聞及服務。該網站在上線運作的第一個月就有2500萬的點擊次數。
Linux.com於2008年12月暫停發佈新文章，但在2009年元旦的一篇公告中暗示將會在一次未具體說明的變動後恢復運作；但又表示出於法律上的理由無法清楚說明變動。
2009年3月3日，Linux基金會宣佈他們將會接手Linux.com的管理與運作。

## 外部連結
- 官方网站
- Bruce Byfield，Looking back at Linux.com （页面存档备份，存于），2009-03-04